# ŠK Zagreb
Športski klub Zagreb osnovan je u Zagrebu 1919. godine pod imenom Športski klub Plamen. Klub je osnovan na inicijativu Franje Biščana, Stjepana Čižmeka i Kolomana Sovića u gostionici Amerikanac na Tratinskoj cesti.
Klupske boje 1932. bile su crvena i crna.
Klub je u studenom 1937. dobio žensku nogometu sekciju. Navodi se da je ona bila najstarija ženska nogometna sekcija u Kraljevini Jugoslaviji. Mjesec dana ranije osnovana je ženska sekcija Bate iz Borova. Prva utakmica ženske sekcije Zagreba odigrana je 24. srpnja 1938. na Sokolskom stadionu u Sveticama pred 6000 gledatelja. Gostujući 1. Československý dámský fotbalový klub Brno poražen je s 1:0 pogotkom Marice Cimperman. Na poticaj kluba u Zagrebu je 14. lipnja 1938. osnovan Jugoslavenski ženski loptačko-nogometni savez.

## Povijest kluba
U dvorištu zgrade tesarskog obrtnika Franje Biščana i stolarskog obrtnika Artura Gabrona na Tratinskoj cesti 9 u ljetnim mjesecima 1919. godine okupljala se omladina i igrala nogomet. Igranje nogometa kasnije se preselilo na Opatičku livadu, na početku današnje Tratinske i Kranjčevićeve ulice. Veliko zanimanje za nogometom dovelo je do osnivanja kluba pod imenom Športski klub Plamen. Tadašnje vlasti nisu odobrile naziv kluba, te je na ponovnom sastanku odlučeno da se klub nazove Športski klub Zagreb. Klub je 1920. godine postao član Zagrebačkog nogometnog podsaveza, a do 1941. godine igrao je u prvenstvima II. i III. razreda Zagrebačkog nogometnog podsaveza. U proljeće 1941. godine tadašnji Povjerenik za šport u NDH prisilno je ujedinio klub s Viktorijom u klub naziva Krešimir koji ubrzo mijenja naziv u HŠK Viktorija. Posljednju natjecateljsku utakmicu klub je odigrao 23. ožujka 1941. godine i pobijedio Derby s 2:1.

## Zanimljivosti
U isto vrijeme mladi grafičari koji su htjeli obnoviti predratni klub Zagreb, osnovali su klub Zagreb. Dogovoreno je da će se međusobnim utakmicama odlučiti kome će pripasti taj naziv. Prva utakmica je odigrana na Opatičkoj livadi (2:1), a druga na vojnom vježbalištu na Črnomercu (5:2 u trenutku prekida). ŠK Plamen je pobijedio obje utakmice te je dobio pravo nositi naziv ŠK Zagreb.
ŠK Zagreb je u kupu 1939. izgubio 20:0 od Građanskog. To je bila najveća pobjeda u povijesti kluba. Isti rezultat postigao je Dinamo Zagreb 8. svibnja 1982. u prijateljskoj utakmici protiv Vilima Galjera iz Prugovca.

## Ostali nogometni klubovi s nazivom Zagreb
- Hrvatski tipografski športski klub Zagreb
- Nogometni klub Zagreb